# Hécate (roman)
Pour les articles homonymes, voir Hécate (homonymie).
Hécate est un roman de Pierre Jean Jouve paru en 1928. Associé à Vagadu (paru en 1931), il constitue le premier volet du diptyque Aventure de Catherine Crachat.

## Résumé rapide
Le diptyque Aventure de Catherine Crachat débute par Hécate (1928) qui conte l’histoire d’une star de cinéma, Catherine Crachat, qui cherche son destin entre différents hommes et différentes femmes. On retient surtout la figure de Pierre Indemini, mathématicien, peintre et poète, et celle de la baronne Fanny Felicitas Hohenstein, la « femme fatale ». Comme Hécate, la déesse lunaire à laquelle elle est comparée, Catherine conduit à la mort ceux et celles qu’elle aime. Le roman peut aussi être lu comme une percutante chronique de la vie dans les milieux intellectuels, mondains, artistiques et féministes des Années 1920 en Europe.

## Édition disponible en poche
- Hécate, suivi de Vagadu, L'Imaginaire/Gallimard (2010).